# 1495

## Události
- mor či hladomor v našich zemích
- začala první neapolská válka

### Probíhající události
- 1494–1498 – První italská válka

## Narození
- 4. února – František II. Maria Sforza, milánský vévoda († 24. října 1535)
- 8. března – Svatý Jan z Boha, pastýř, žoldnéř a ošetřovatel nemocných († 8. března 1550)
- 16. dubna – Petr Apian, německý matematik, astronom a kartograf († 25. dubna 1552)
- 5. září – Giovanni Agostino Abate, italský historik († asi 1575)
- ? –Barbora Zápolská, polská královna jako manželka Zikmunda I. Starého († 2. října 1515)
- ? –Pascual de Andagoya, španělský mořeplavec († 18. června 1548)
- ? –Juan de Ladrilleros, španělský mořeplavec († 1582)
- ? –Gonzalo Jimenéz de Quesada, španělský conquistador, zakladatel kolumbijského hlavního města Bogoty († 16. února 1579)
- ? – Şehzade Murad, vnuk osmanského sultána Bayezida II. († 16. října 1519)

## Úmrtí
- 25. února – Džem, syn osmanského sultána Mehmeda II. (* 23. prosince 1459)
- 31. května – Cecílie Nevillová, vévodkyně z Yorku a matka dvou anglických králů: Eduarda IV. a Richarda III. (* 1415)
- 25. října – Jan II. Portugalský, portugalský král (* 3. května 1455)
- 10. listopadu – Dorotea Braniborská, královna Kalmarské unie jako manželka Kryštofa III. a Kristiána I. (* 1430/1431)
- 6. prosince – Jakob Sprenger, spoluautor spisu Kladivo na čarodějnice (* 1435)
- prosinec – Jasper Tudor, vévoda z Bedfordu a strýc anglického krále Jindřicha VII. (* asi 1430)
- ? – Bartolomé Bermejo, španělský malíř (* 1440)
- ? – Vlad IV., kníže Valašského knížectví z rodu Drăculești (* 1425)

## Hlavy států
- České království – Vladislav Jagellonský
- Svatá říše římská – Maxmilián I.
- Papež – Alexandr VI.
- Anglické království – Jindřich VII. Tudor
- Francouzské království – Karel VIII.
- Polské království – Jan I. Olbracht
- Uherské království – Vladislav Jagellonský